# بندر (فریدون‌شهر)
بندر اصفهان، روستایی از توابع بخش مرکزی شهرستان فریدون‌شهر در استان اصفهان ایران است.

## جمعیت و توصیف روستا
این روستا در دهستان پشتکوه موگوئی قرار دارد و براساس سرشماری مرکز آمار ایران در سال ۱۳۸۵، جمعیت آن ۲۱۲ نفر (۴۳خانوار) بوده‌است.شغل بیشتر مردم این روستا دامپروری و کشاورزی می باشد این روستا دارای مسافتی درحدود۱۳۰ کیلومتر با شهرستان فریدونشهر می باشد در حالی که اگر جاده ای میان بر از درمیلگان(گردنه ای بین فریدونشهر و پشتکوه موگویی) احداث شود مسافت این روستا به یک چهارم کاهش می یابد که متاسفانه به دلیل چشم پوشی مسولین بر روی این مسله چندین سال است که این طرح پیشنهاد شده ولی اقدامی صورت نگرفته است از دیگر مشکلات این روستا می توان به عدم وجود اینترنت دراین روستا اشاره کرد نبود اینترنت در این روستا مشکلاتی را به وجود اورده از قبیل برای کوچک ترین کارها بانکی مردم روستا مجبور هستن مسافت سه چهار ساعته را تا شهرستان فریدونشهر بپیمایند و اگر زمستان باشد و برف و بوران چه بدتر اخیرا اقداماتی در این خصوص صورت گرفته ولی وضعیت هیچ تغییری نکرده زیرا سرعت اینترنت انقدر پایین است که برای شبکه های مجازی هم پاسخ گو نیست چه برسد به کارهای دیگر :روستای بندر از جمله روستاهای مناسب برای گردشگری به شمار می اید و از طبیعت بسیار زیباو اب و هوای مناسبی برخوردار است و همچنین این روستا از الودگی نوری بسیار پایین و اسمان بسیار صاف برای موارد رصد ستارگان نیز برخوردار است و اگر بدنبال اسمان خوب میگردید یکی از بهترین محل ها برا رصد اسمان می باشد